# Jacob Appelbaum
Jacob Appelbaum (født 1. april 1983) er en amerikansk hacker og computersikkerhedsekspert. Han var et af de centrale medlemmer af The Onion Router. 
Appelbaum flyttede fra USA til Berlin, Tyskland, da han ikke mente sig sikker i USA.